# BT-5
BT-5 (tiếng Nga: БТ-5) là một dòng xe tăng bánh xích hạng nhẹ của Liên Xô, một thế hệ xe tăng trong họ xe tăng BT ("Xe tăng nhanh"). Họ xe tăng này ra đời để phục vụ học thuyết quân sự Liên Xô bấy giờ, theo đó xác định lợi thế của xe tăng nhanh là tốc độ cao, có khả năng di chuyển xa trong thời gian ngắn nhất có thể và hoạt động trong mọi không gian tác chiến. BT-5 được thiết kế để biên chế cho các quân đoàn cơ giới và xe tăng của Hồng quân, được sản xuất bởi Nhà máy đầu máy xe lửa Kharkiv (KhPZ) trong những năm 1933 - năm 1935.
BT-5 là phiên bản cải tiến của xe tăng BT-2 theo hướng tăng cường trang bị pháo và động cơ do Liên Xô sản xuất, chiều cao và trọng lượng của xe tăng lên một chút. Việc sản xuất hàng loạt do Nhà máy Đầu máy Kharkov (KhPZ) bắt đầu thực hiện vào năm 1933. Về vũ khí trang bị, giáp, thông tin liên lạc bên ngoài và khả năng di chuyển, BT-5 không thua kém xe tăng T-26 cùng loại của Liên Xô. Về khối lượng và công suất hoạt động, khả năng cơ động và dự trữ nhiên liệu vượt quá đáng kể. Xe di chuyển trên bánh xích và có hệ thống treo đơn giản hơn so với T-26. Xe khá dễ điều khiển, khả năng cơ động vào và dễ bảo trì, vì vậy rất được các tổ lái ưa chuộng. BT-5 là một trong những xe tăng chủ lực của Hồng quân thời kỳ trước chiến tranh. Năm 1935, phiên bản cải tiến BT-7 ra đời, cấu trúc vỏ giáp hàn thay cho đinh tán, với các thông số kỹ thuật và chiến thuật cao hơn. Việc sản xuất BT-5 dừng lại, nhưỡng chỗ cho BT-7.